# Ana Alicia
Ana Alicia Ortiz (Mexico-Stad, 12 december 1956) is een Mexicaanse-Amerikaanse actrice. Zij speelde in meer dan tien films, waarvan het grootste deel gemaakt voor televisie. Daarop was ze tevens jarenlang te zien in honderden afleveringen van Ryan's Hope (als Alicia Nieves) en Falcon Crest (als Melissa Agretti Cumson).
Alicia kwam ter wereld in Mexico en woonde daar de eerste jaren van haar leven. Nadat ze op vierjarige leeftijd haar vader verloor, verhuisde haar moeder met haar en haar drie broers naar El Paso. Daar behaalde ze haar BA in drama aan de University of Texas. Gedurende het grootste deel van haar daaropvolgende acteercarrière speelde Alicia in soapseries, hoewel ze eveneens eenmalige gastrollen had in onder meer Battlestar Galactica, Buck Rogers in the 25th Century, Galactica 1980. Moonlighting, Life Goes On en Murder, She Wrote. In 1981 had ze voor het eerst een rolletje op het witte doek als verpleegster Janet Marshall in Halloween II.
Ortiz trouwde in 1994 met televisie- en filmproducent Gary R. Benz, met wie ze twee kinderen kreeg.

## Filmografie
- To Die, to Sleep (1994, stem)
- Rio Shannon (1993, televisiefilm)
- Miracle Landing (1990, televisiefilm)
- Romero (1989)
- Happy Endings (1983, televisiefilm)
- The Ordeal of Bill Carney (1981, televisiefilm)
- Halloween II (1981)
- Coward of the County (1981, televisiefilm)
- Condominium (1980, televisiefilm)
- Roughnecks (1980, televisiefilm)
- The Sacketts (1979, televisiefilm)

## Televisieseries
*Exclusief eenmalige gastrollen
- Renegade - Angela Baptista (1994-1996, twee afleveringen)
- Falcon Crest - Melissa Agretti Cumson (1982-1989, 178 afleveringen)
- The Love Boat - Samantha Gregory (1984, twee afleveringen)
- Ryan's Hope - Alicia Nieves (1977-1978, 102 afleveringen)

- Bibliothèque nationale de France: cb141490586 (data)
- Gemeinsame Normdatei: 1283603195
- International Standard Name Identifier: 0000 0003 6547 0591
- Library of Congress Control Number: no2003012645
- Virtual International Authority File: 264697801
- WorldCat: E39PBJqjYtVbJhjXDmYBPBHXBP